# Chrestomathia
A chrestomathia oktatás céljából összeválogatott irodalmi idézetek gyűjteménye. A szó a görög khrésztosz, azaz ’hasznos’, és a mathein, azaz ’tudni’ szavak összetétele, „hasznos tudnivalókat” jelent.
Az ókori Görögországban a 4. század – 5. század végén, amikor az íróknak nehéz volt nagyobb olvasottságra szert tenni, illetve az írók művei sokfelé forgácsolódtak, divatba jött szemelvényekben, hasznos ismeretek tára alakjában tájékoztatni az olvasókat a rokon műfajú művek tartalmáról. A legelső ismert chrestomathiák egyike egy Proklosz neve alatt fennmaradt mű, a Chrestomathia grammatica 4 könyvben, amelyet Phótiosz munkája, illetve egy velencei és egy madridi kódex őrzött meg. Szintén Phótiosztól van tudomásunk Szópatrosz és Helladiosz chrestomatikus munkáiról. Aránylag a legnagyobb terjedelemben Sztobaiosz kivonatgyűjteményei maradtak fenn. Elmés mondásokból is készítettek apophtegmata és gnómai címen gyűjteményeket, ilyen például Plutarkhosz híres királyok és hadvezérek mondásait összegyűjtő munkája. A bizánci irodalomban kiemelkedően sok ilyen gyűjtemény készült, a történelmi művek terén Antiokhiai János, az irodalmiakén Phótiosz dolgozott. Kiemelkedő munkát végzett Constantinus Porphyrogenitus, aki történelmi és államtudományi iratokat felölelő nagyenciklopédiájával sokat megmentett a később elveszett munkákból. A rómaiaknál chrestomatikus munkák nem fordulnak elő.
Napjainkban a filológusok, irodalmárok különféle szöveges gyűjteményeket is így neveznek.